# Lijst van zwemrecords 100 meter wisselslag mannen
Dit is een overzicht van de verschillende zwemrecords op de 100 meter wisselslag bij de mannen op de kortebaan (25 meter).

## Kortebaan (25 meter)

### Ontwikkeling wereldrecord
| Nr. | Naam                 | Land             | Tijd    | Datum             | Plaats     |
| --- | -------------------- | ---------------- | ------- | ----------------- | ---------- |
|     | Caeleb Dressel       | Verenigde Staten | 49,28   | 22 november 2020  | Boedapest  |
|     | Caeleb Dressel       | Verenigde Staten | 49,88   | 16 november 2020  | Boedapest  |
|     | Vladimir Morozov     | Rusland          | 50,26 = | 9 november 2018   | Tokio      |
|     | Vladimir Morozov     | Rusland          | 50,26   | 28 september 2018 | Eindhoven  |
|     | Vladimir Morozov     | Rusland          | 50,30   | 30 augustus 2016  | Berlijn    |
|     | Vladimir Morozov     | Rusland          | 50,60   | 26 augustus 2016  | Chartres   |
|     | Markus Deibler       | Duitsland        | 50,66   | 7 december 2014   | Doha       |
|     | Ryan Lochte          | Verenigde Staten | 50,71   | 15 december 2012  | Istanbul   |
|     | Peter Mankoč         | Slovenië         | 50,76   | 12 december 2009  | Istanbul   |
|     | Sergej Fesikov       | Rusland          | 50,95   | 14 november 2009  | Berlijn    |
|     | Ryan Lochte          | Verenigde Staten | 51,15   | 13 april 2008     | Manchester |
|     | Ryan Lochte          | Verenigde Staten | 51,25   | 12 april 2008     | Manchester |
|     | Ryk Neethling        | Zuid-Afrika      | 51,52   | 11 februari 2005  | New York   |
|     | Ryk Neethling        | Zuid-Afrika      | 52,01   | 26 januari 2005   | Moskou     |
|     | Ryk Neethling        | Zuid-Afrika      | 52,11   | 22 januari 2005   | Berlijn    |
|     | Roland Mark Schoeman | Zuid-Afrika      | 52,51   | 18 januari 2005   | Stockholm  |
|     | Thomas Rupprath      | Duitsland        | 52,58   | 25 januari 2003   | Berlijn    |
|     | Peter Mankoč         | Slovenië         | 52,63   | 15 december 2001  | Antwerpen  |
|     | Neil Walker          | Verenigde Staten | 52,79   | 18 maart 2000     | Athene     |
|     | Jani Sievinen        | Finland          | 53,10   | 30 januari 1996   | Malmö      |
|     | Jani Sievinen        | Finland          | 53,78   | 23 januari 1996   | Sheffield  |

- FINA erkent wereldrecords op de 100 meter wisselslag kortebaan sinds 31 augustus 1994.

### OntwikkelingEuropeesrecord
| Nr. | Naam            | Land                | Tijd  | Datum            | Plaats     |
| --- | --------------- | ------------------- | ----- | ---------------- | ---------- |
|     | Peter Mankoč    | Slovenië            | 50,76 | 12 december 2009 | Istanbul   |
|     | Sergej Fesikov  | Rusland             | 50,95 | 14 november 2009 | Berlijn    |
|     | Sergej Fesikov  | Rusland             | 51,45 | 6 november 2009  | Moskou     |
|     | Sergej Fesikov  | Rusland             | 51,96 | 16 oktober 2009  | Durban     |
|     | Peter Mankoč    | Slovenië            | 51,97 | 14 december 2008 | Rijeka     |
|     | Peter Mankoč    | Slovenië            | 52,21 | 13 april 2008    | Manchester |
|     | Liam Tancock    | Verenigd Koninkrijk | 52,27 | 12 april 2008    | Manchester |
|     | Thomas Rupprath | Duitsland           | 52,58 | 25 januari 2003  | Berlijn    |
|     | Peter Mankoč    | Slovenië            | 52,63 | 15 december 2001 | Antwerpen  |
|     | Jani Sievinen   | Finland             | 53,10 | 30 januari 1996  | Malmö      |
|     | Jani Sievinen   | Finland             | 53,78 | 23 januari 1996  | Sheffield  |
|     | Jani Sievinen   | Finland             | 53,78 | 21 november 1992 | Espoo      |
|     | Josef Hladký    | Duitsland           | 54,66 | 16 maart 1991    | Bonn       |

### OntwikkelingNederlandsrecord
| Nr. | Naam             | Club                | Tijd  | Datum            | Plaats            |
| --- | ---------------- | ------------------- | ----- | ---------------- | ----------------- |
|     | Robin van Aggele | AZ&PC               | 52,38 | 14 december 2008 | Rijeka            |
|     | Robin van Aggele | AZ&PC               | 53,17 | 13 december 2008 | Rijeka            |
|     | Robin van Aggele | Zwemlust/den Hommel | 53,34 | 23 juni 2007     | Drachten          |
|     | Robin van Aggele | Zwemlust/den Hommel | 53,79 | 10 december 2006 | Helsinki          |
|     | Robin van Aggele | Zwemlust/den Hommel | 54,17 | 11 december 2005 | Triëst            |
|     | Marcel Wouda     | PSV                 | 54,19 | 8 februari 1997  | Parijs            |
|     | Marcel Wouda     | PSV                 | 54,59 | 1 februari 1997  | Gelsenkirchen     |
|     | Marcel Wouda     | PSV                 | 54,62 | 13 december 1996 | Rostock           |
|     | Ron Dekker       | De IJsel            | 55,34 | 29 februari 1992 | Palma de Mallorca |